# Galaxia oscura
Una galaxia oscura es un objeto del tamaño de una galaxia que contiene muy pocas o ninguna estrella, por lo que apenas emite luz. Puede contener gas, polvo interestelar y materia oscura. Varios objetos son candidatos para ser considerados galaxias oscuras:
- HE0450-2958
- HVC 127-41-330
- VIRGOHI21